# Bonasa umbellus
Gà thông cổ bông (Bonasa umbellus) là một loài chim trong họ Phasianidae.
Những con chim cỡ trung bình này có trọng lượng từ 450-750 g, dài từ 40 đến 50 cm với cánh mạnh mẽ dài 50–64 cm. 
Giống như hầu hết các loài trong chi, chúng dành phần lớn thời gian trên mặt đất; Rừng hỗn hợp có nhiều cây aspen có vẻ đặc biệt tốt. Chúng săn mồi trên mặt đất hoặc trên cây. Chúng là loài ăn tạp, ăn lá, lá, quả mọng, hạt và côn trùng.

## Phân loại

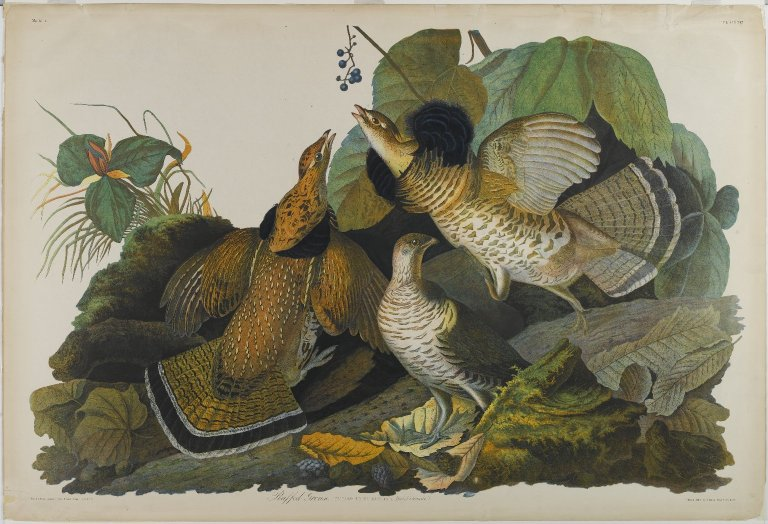
Ruffed Grouse bởi John J. Audubon c. 1861

Bonasa umbellus đã được mô tà bởi Linnaeus và ông phân loại loài này là Tetrao umbellus, đặt loài này trong phân họ với gà gô Á-Âu. Phân họ Bonasa đã được nhà tự nhiên học Anh John Francis Stephens áp dụng năm 1819.
Có 14 phân loài được công nhận:
- B. u. yukonensis Grinnell, 1916
- B. u. umbelloides (Douglas, 1829)
- B. u. labradorensis Ouellet, 1991
- B. u. castanea Aldrich & Friedmann, 1943
- B. u. affinis Aldrich & Friedmann, 1943
- B. u. obscura Todd, 1947
- B. u. sabini (Douglas, 1829)
- B. u. brunnescens Conover, 1935
- B. u. togata (Linnaeus, 1766)
- B. u. mediana Todd, 1940
- B. u. phaios Aldrich & Friedmann, 1943
- B. u. incana Aldrich & Friedmann, 1943
- B. u. monticola Todd, 1940
- B. u. umbellus (Linnaeus, 1766)

## Hình ảnh

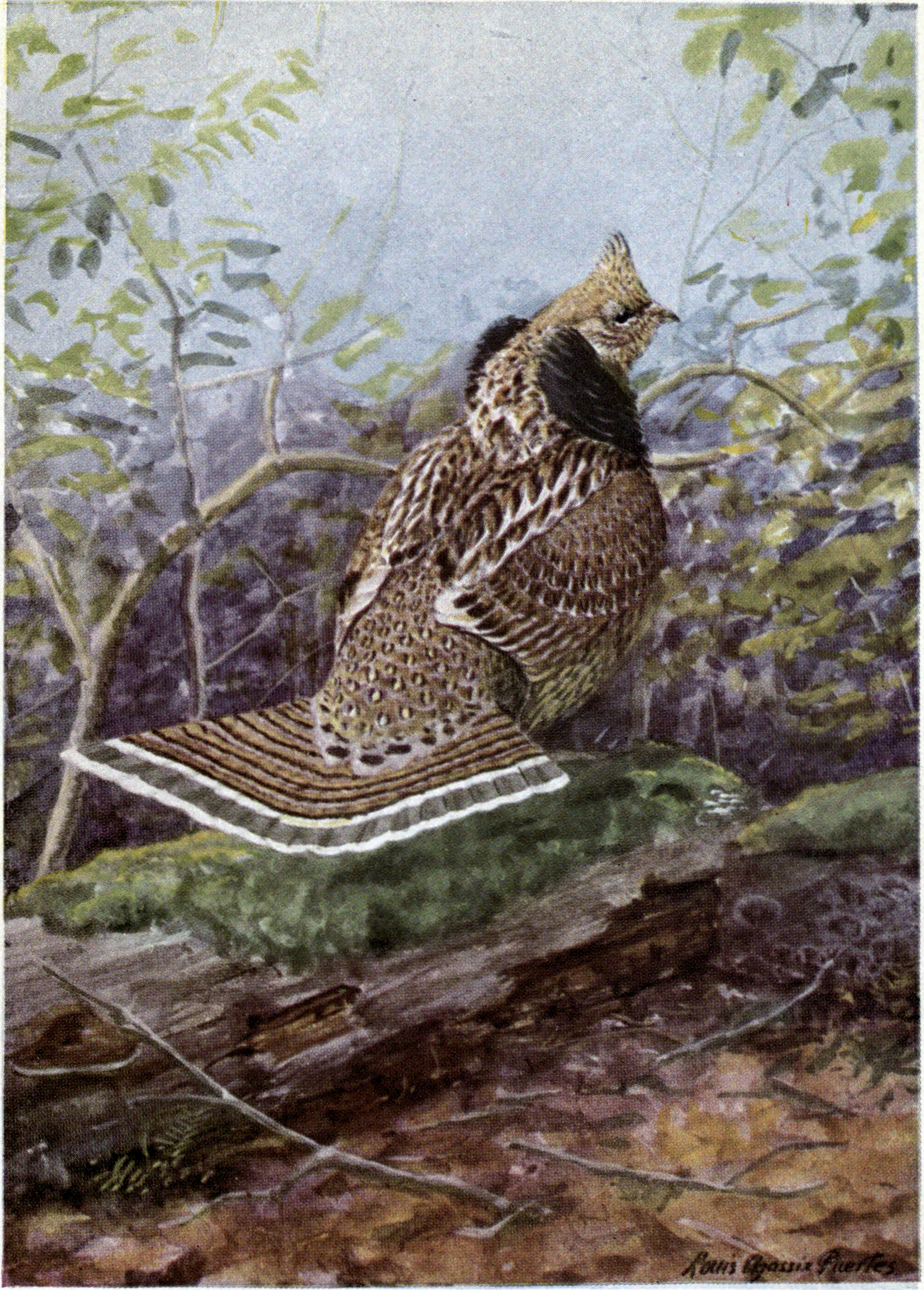
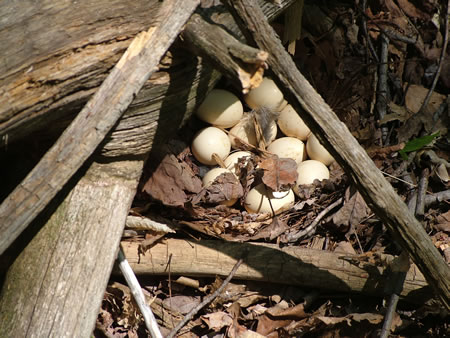
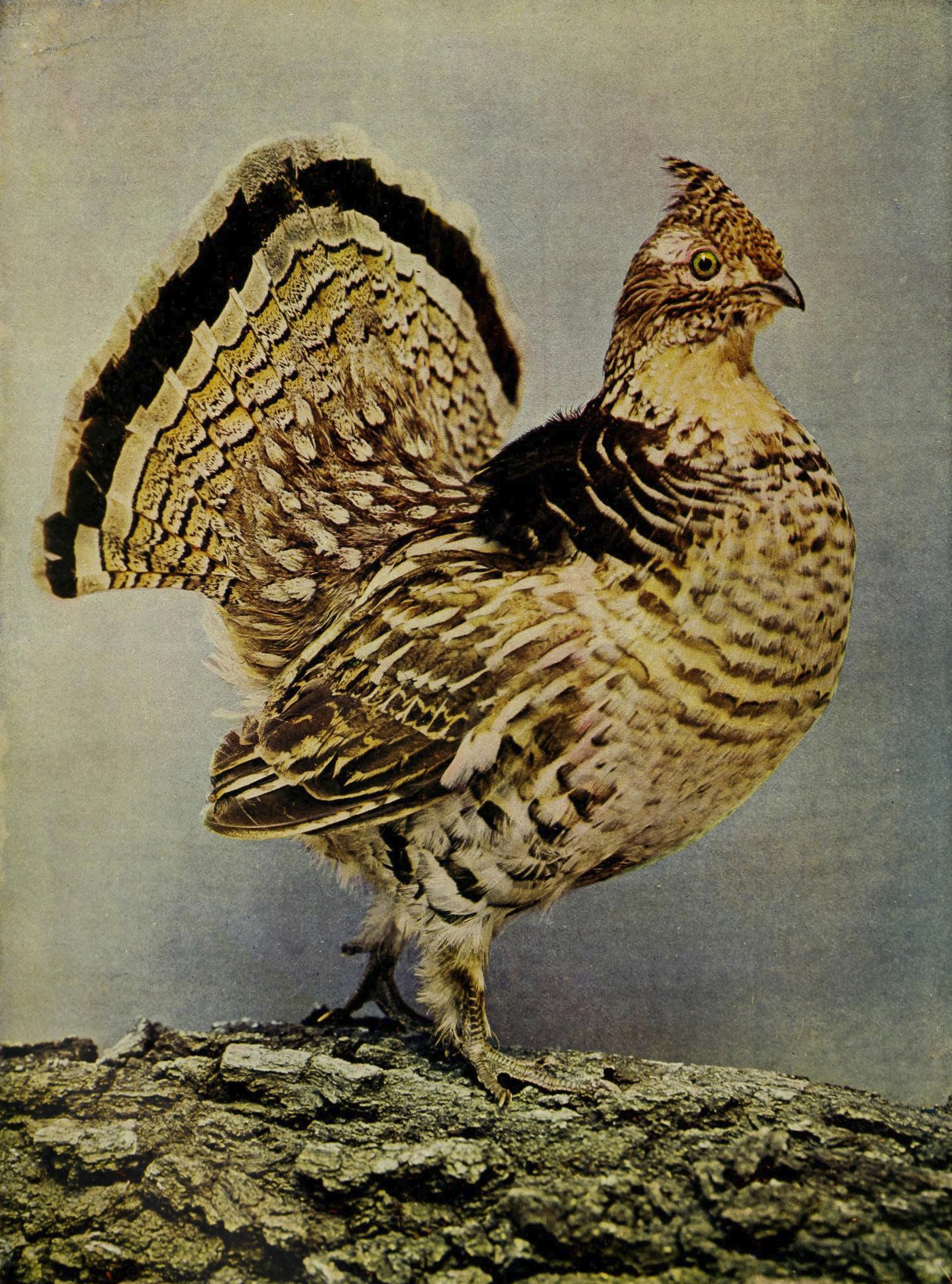
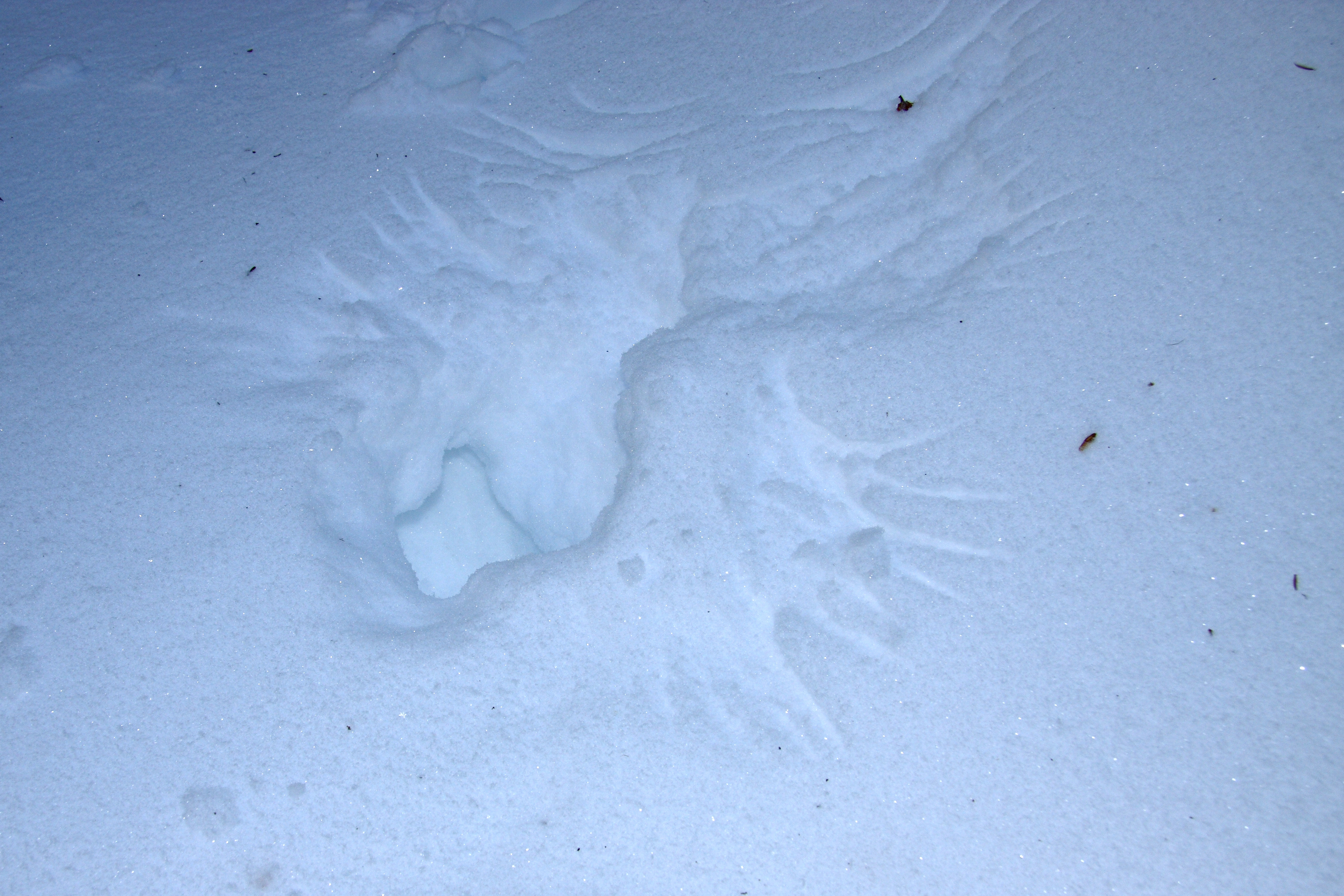
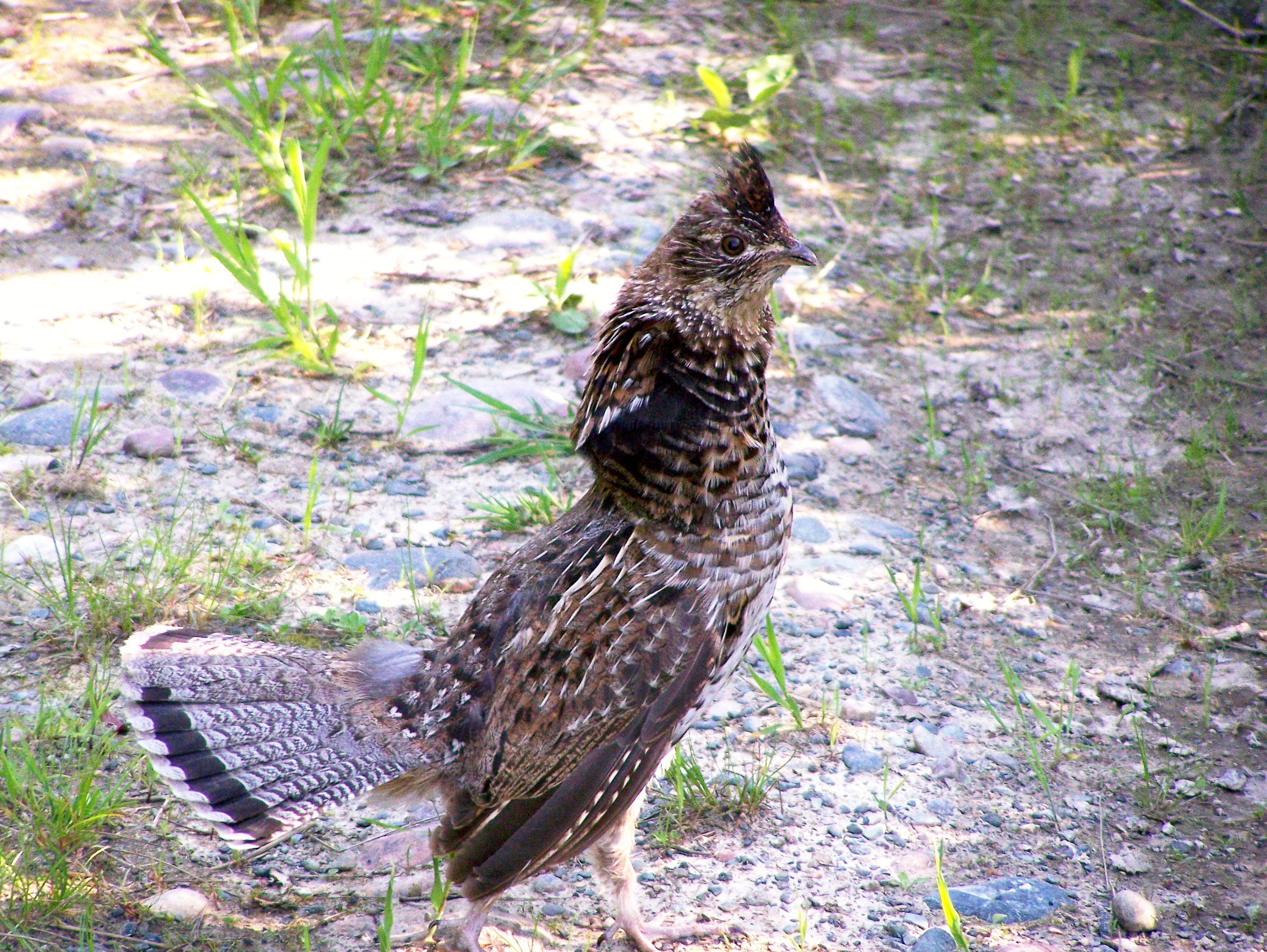
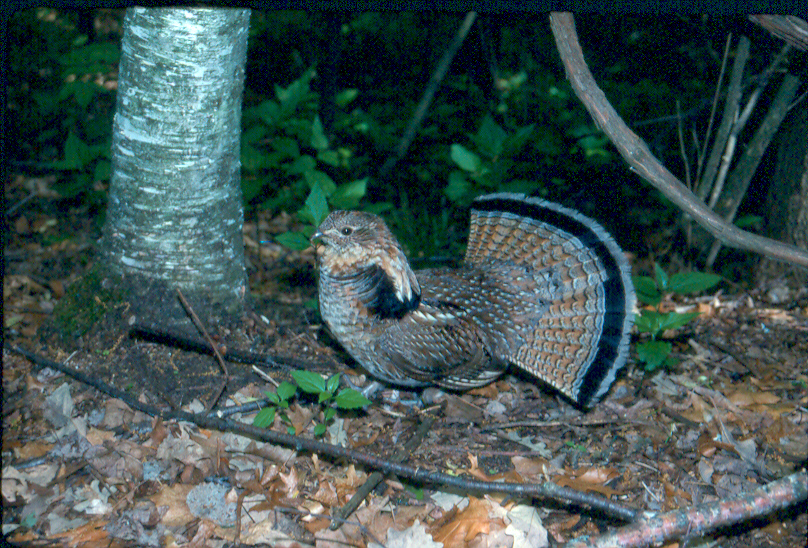